# 民間放送

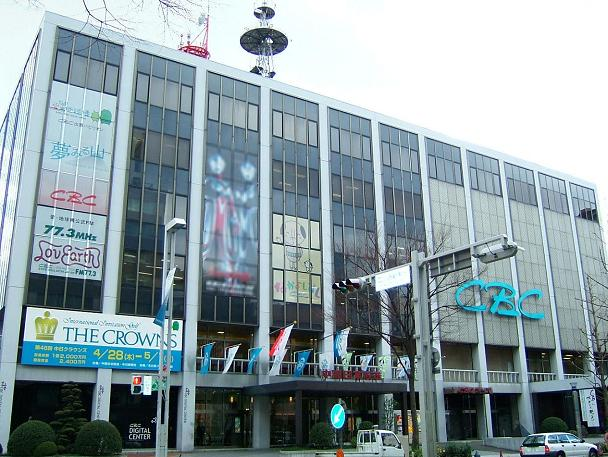
日本で始めて民間放送をラジオ放送で行った中部日本放送（2005年撮影、のちのCBCラジオ）

民間放送（みんかんほうそう、英: private broadcasting）は、民間の資本によって設立された放送事業者によって行われる放送。また、その放送を運営する事業体。民放（みんぽう）と略称される。国営放送、公共放送の対義語である。
主に営利企業により放送されるため、商業放送（しょうぎょうほうそう、英: commercial broadcasting）という呼称も用いられるが、この呼称は私企業による放送に対してのみ使われ、非営利法人が行う放送（例・エフエム東京の前身であるFM東海）は該当しない。

## 歴史

### 英国の企業による放送開始
企業による組織的なラジオ放送の運営は、英国郵政庁GPO(General Post Office)の許可を受け、1920年（大正9年）1月15日よりマルコーニ無線電信会社(Marconi Wireless Telegraph Company)がチェルムスフォードから長波の空中線電力6KWではじめた試験放送が最初である。しかしこれはラジオ放送の試験を目的とする許可だった。同年2月23日から15KWに増力すると共に、1日2回の定期放送が行われた。
1920年3月6日以降は不定期な試験放送に戻ったが、中でも同年6月15日に放送されたオペラ歌手ネリー・メルバ夫人のライブ音楽番組は、欧州大陸の聴取者に向けて三箇国語（英語、フランス語、イタリア語）でアナウンスされ注目を浴びた。アメリカのRadio News誌が「the first "world" concert」と伝えているとおり、これが国際放送の嚆矢である。このチェルムスフォードからの試験放送は欧州大陸だけでなく、同年8月2日には大西洋を超えてカナダで受信され評判となった。しかし英国空軍の無線システムに妨害を与えることが分かり、この年の秋には中止された。
1922年（大正11年）春、マルコーニ科学機器会社にライトル2MTおよびロンドン2LO、メトロポリタン・ヴィッカーズ電気会社にマンチェスター2ZYの免許が与えられたが、同年10月18日に英国郵政庁GPOの音頭取りで設立されたイギリス放送会社（1927年に公共放送化され英国放送協会）に移管された。

### 米国の企業による放送開始
米国では民間放送より国営放送が先行し、1920年（大正9年）1月17日ワシントンD.C.アナスコティアにある「海軍支援施設」から、海軍省が娯楽音楽放送（コールサインNOF）をはじめた。
これに少し遅れて、ペンシルベニア州ピッツバーグのウェスティングハウス電気製造会社の無線技術者フランク・コンラッドが実験局8XK（中波1200kHz, 100W）で放送実験していたものを、同社のデヴィス副社長が拡張・発展させ、1920年11月2日より本放送を開始した。そのコールサインはKDKAで、これが世界初の民間放送のラジオ局である 
ウェスティングハウス電気製造会社のKDKAはスポーツ中継 、日曜礼拝中継 、アーリントン海軍局NAAの夜10時の時報を中継する「時報サービス」 、生バンド演奏番組  などを次々と開発し、さらには週刊番組ガイド誌"Radio Broadcasting News" を出版。その創刊号は1921年（大正10年）12月末の発売で、1922年（大正11年）第一週（1月1～7日）の番組の「聴きどころ」を紹介した。また系列局の開設でサービスエリアを拡大すると共に、廉価版ラジオ受信機を開発し、商品ラインナップに加えるなど、ラジオ放送の浸透・定着にKDKAは大きく貢献した。その結果、1922年からライバルとなる民間放送会社が爆発的に増えて、深刻な周波数不足が起きた。

### 日本の企業による放送開始
日本では1924年（大正13年）に大阪朝日新聞が昭和天皇御成婚奉祝式典の中継、大阪毎日新聞では第15回衆議院議員総選挙開票中継など民間企業によるラジオ放送が実験的に行われていた。
まもなくして逓信省が中心となり放送の免許制が整えられ、新聞社や通信会社との調整の上、1925年（大正14年）に社団法人東京放送局・大阪放送局・名古屋放送局（のちの日本放送協会。NHK放送センター、NHK大阪放送局、NHK名古屋放送局）が設立されると新たな民間放送の設置が制限された。
太平洋戦争の終結後、日本を間接統治した連合国軍総司令部(GHQ)は当初、軍事的な立場と急進的な放送局の出現を危惧し「NHK独占、民放却下」の原則を打ち出していたため民放の設置は否定されていた。その後、1950年（昭和25年）に民間放送の設置が認められる放送法が公布施行され、翌年の1951年（昭和26年）9月1日午前6時30分、愛知県の中部日本放送（現在のCBCラジオ）がラジオ本放送を開始、日本で最初の民間放送として第一声を発した。
同日午後12時には大阪府の新日本放送（現在の毎日放送・MBSラジオ）も本放送を開始し、東京に先んじて名阪から民間放送が始まった。
テレビジョン放送の第一号は1953年（昭和28年）8月28日にVHFにより放送を開始した日本テレビである。

## ビジネスモデル
日本以外では最も初期のビジネスモデルは放送受信機の販売だった。ウェスティングハウス電気製造会社はKDKAにより、市民が聴きたくなるような良質の番組を提供することで、自社の放送受信機を大量に販売することを想定していた。良いレコードがあれば蓄音機が売れるという考えである。しかし1920年代の後期ごろより、この方式の限界がみえはじめ、広告収入を目指すように移っていった。

### 広告
無料放送(別途NHK受信料)を行う民間放送ではスポンサーからのコマーシャル（広告）が中心となる。とりわけ地上波放送はコマーシャルの広告効果は重要視され、またテレビの場合は番組視聴率を広告効果の指標とすることも多い。また、放送事業に投資した資金をスポンサーや市場（視聴者）から回収出来るかどうかという問題が常につきまとう。このため、興味本位あるいはスポンサーに迎合した番組制作が行われることが懸念されたり、2003年（平成15年）に日本テレビの社員が引き起こした視聴率の買収工作などが問題となったこともある。そういった理由から放送倫理・番組の質を確保するため、かねてより放送界の自主的な取り組みを行っており、日本ではNHKと共同で「放送倫理・番組向上機構」（BPO）を2003年7月1日から発足させている。
なお、視聴料金を収入の礎とする放送事業者はコマーシャル放送を行わない場合もある。

### 視聴料金
有料の番組を視聴するにあたっては、放送事業者との契約により月額一定、もしくはペイ・パー・ビュー方式で視聴料金を徴収する。多くの衛星放送のチャンネルでは基本的にこの形態をとっている。

## 日本の民間放送
引用の促音の表記は原文ママ。周波数の単位kcとkHzの表記は当該時の計量法による。

### 概説
放送法制定当初からあるのは地上波による放送、全面改正された放送法の2011年（平成23年）6月30日施行後は地上基幹放送という。
地上基幹放送事業者は、短波放送事業者（日経ラジオ社（ラジオNIKKEI））を除けば、関東広域圏・中京広域圏・近畿広域圏の各広域圏、その他の都道府県などの放送対象地域を単位として免許されている。新聞社や地元の有力企業などが主な出資者になっていることが多い。
テレビ局の多くは、関東広域圏のキー局を中心とするネットワークによるグループを構成し、キー局から番組や全国向けのコマーシャルの配信を受けたり、地元のニュースをキー局を通じて系列各局に提供するなどしている。ラジオ局の多くにも系列によるグループは存在するが、その結びつきはテレビ局のそれよりは弱い。
テレビ局のうち、ネットワークに加盟していない局が、広域圏内において県域放送を行っているが、これらは俗に独立放送局（または省略して独立局）と呼ばれ、全国独立放送協議会を構成している。
衛星波による放送は、放送法の全面改正後は使用する人工衛星により衛星基幹放送と衛星一般放送に大別される。
衛星放送事業者のいくつかは安定した経営を行っているが、その他は赤字が続き、一部を元の放送内容とはかけ離れた（有料の成人向け番組等）内容に変更するところもあるなど、経営基盤の弱さが指摘されている。
また、衛星放送事業者は基幹放送局提供事業者又は電気通信事業者への設備使用料を払う必要があるが、基幹放送局提供事業者又は電気通信事業者の選択肢は少ないため、この料金を巡って争いが起きがちである。
放送法の全面改正後に開始されたものは、移動受信用地上基幹放送と地上一般放送である。
移動受信用地上基幹放送は、地上波テレビがデジタル化した後に空白となるVHFを利用し、当初はマルチメディア放送をするものとされたが、テレビ放送もできるものとされた。
これらは、すべて私企業による事業とされる。
地上一般放送は、エリア放送に地上基幹放送事業者、ケーブルテレビ事業者、無線機器メーカーなど以外に学校法人、展示場・競技場の管理者などのいわゆる放送とは縁の薄い団体が参入している。また、展示会・競技会といった期間限定のイベントに主催団体が短期間の免許を取得し実施する事例も見られる。
なお、エリア放送には私企業のみでなく市区町村も参入している。

### 民間事業者
放送法制定当初は、民間放送の事業者は一般放送事業者と呼ばれた。
放送法に「電波法に基づく放送局の免許を持つ事業者を放送事業者」と、「日本放送協会（NHK）を除いた放送事業者を一般放送事業者」と規定していたからである。
後に放送大学が開局し、NHKと放送大学学園（学園）を除いた放送事業者が一般放送事業者と定義 された。
放送が地上波のみであった時期はこれでよかったが、衛星放送が開始されると衛星（すなわち放送局の免許）を保有するハード事業者とコンテンツを持つ（が放送局の免許を持たない）ソフト事業者は異なり、委託放送事業者と受託放送事業者が定義 され、民間放送事業者とは一般放送事業者ならびにNHKおよび学園以外の委託放送事業者と呼ばれることとなった。
これも放送法の全面改正後は、無線を使用するもののみが放送であったものが有線電気通信によるものも包含されて基幹放送と一般放送に大別され、一般放送事業者は官民の区別なくなれる  ものとなった。
放送事業者の定義も変更され、再送信（放送法第11条にいう再放送）するのみで国や地方公共団体およびこれらに準ずる団体が設置することもある。
ギャップフィラー中継局の免許人は放送事業者と定義されていなかったものが特定地上基幹放送事業者とされた。
上述の事情から基幹放送普及計画や基幹放送用周波数使用計画などの総務省告示、情報通信白書や「ケーブルテレビの現状」などの文書、すなわち情報流通行政局所管事項においては、基幹放送事業者と登録一般放送事業者はNHK、学園、その他の三種類に大別されるものとし、その他を民間事業者と規定している。
これにより民間事業者とはNHKと学園以外の事業者と放送大学の開局時に類似した状況となったが、この民間事業者には国や地方公共団体およびこれらに準ずる団体も含まれる。
- 事業者数については基幹放送事業者#民間事業者数の推移および一般放送事業者#登録民間事業者数の推移を参照。

なお、届出一般放送事業者については民間事業者を特に規定していない。
また、民間放送事業者に有線一般放送（放送法全面改正前は有線放送）、つまりケーブルテレビや有線ラジオ放送の事業者が含まれるか否かに一部に議論があるが、上述のように情報流通行政局では登録一般放送事業者は民間事業者として含まれるものとしているのに対し、同じ総務省でも統計局所管である告示日本標準産業分類では、放送業の中で民間放送業（有線放送業を除く） と有線放送業に分類し含めないものとしている。
経済産業省の情報通信業基本調査や国際戦略局が実施していた通信・放送産業動態調査 でも民間放送業と（有線放送業の細分類である）有線テレビジョン放送業から標本を抽出している。
これらの事業者に有料放送管理事業者及び基幹放送局提供事業者は、放送法による規制は受けるものの放送事業者ではないので含まれない。
また、特別業務の局である路側放送やしおかぜ等、微弱無線局であるミニFMも含まれない。
基幹放送事業者の事業者団体としては日本民間放送連盟（民放連）があるが、地上基幹放送事業者であるコミュニティ放送事業者は加盟せず日本コミュニティ放送協会を結成している。
これらは法令上、入会が義務づけられたものではない。
なお、民放連の入会資格は「NHK及び学園を除く基幹放送事業者」と規定 しており、私企業以外によるものを排除していない。

### マスメディア集中排除原則
マスメディア集中排除原則とは、放送法第91条第2項第2号にいう「基幹放送をすることができる機会をできるだけ多くの者に対し確保することにより、基幹放送による表現の自由ができるだけ多くの者によつて享有されるようにする」ことである。
これを受けて総務省令基幹放送の業務に係る特定役員及び支配関係の定義並びに表現の自由享有基準の特例に関する省令が制定されている。

### 沿革

#### ラジオ放送

##### 中波放送・短波放送
1951年4月21日に、NHK以外で初めて次の16局に中波放送（AM放送）の予備免許が交付された。同年中の免許申請は74件、14件は却下。太字は翌1952年に「火曜クラブ」こと地方民間放送共同制作協議会の結成会員となった社。
| 会社名                   | 場所           | 呼出符号 | 周波数 | 出力 | 放送開始日                  | 備考 |
| ------------------------ | -------------- | -------- | ------ | ---- | --------------------------- | --- |
| 中部日本放送             | 愛知県名古屋市 | JOAR     | 1090kc | 10kW | 1951年9月1日                | 現・CBCラジオ。6時30分に放送開始。 |
| 新日本放送               | 大阪府大阪市   | JOOR     | 1210kc | 10kW | 1951年9月1日                | 現・MBSラジオ。正午に放送開始 |
| 朝日放送                 | 大阪府大阪市   | JONR     | 1010kc | 10kW | 1951年11月11日              | 現・朝日放送ラジオ |
| ラジオ九州               | 福岡県福岡市   | JOFR     | 1290kc | 5kW  | 1951年12月1日               | 現・RKB毎日放送 |
| 京都放送                 | 京都府京都市   | JOBR     | 1140kc | 500W | 1951年12月24日              | 免許時は京都放送株式会社（所謂“後株”）。のちに株式会社近畿放送を経て、現在は株式会社京都放送（“前株”。前株と後株が違うだけでも別会社として扱われる）。 |
| ラジオ東京               | 東京都千代田区 | JOKR     | 1130kc | 50kW | 1951年12月25日              | 東京放送→TBSラジオ&コミュニケーションズを経て、現・TBSラジオ                                                                                           |
| 北海道放送               | 北海道札幌市   | JOHR     | 1230kc | 3kW  | 1952年3月10日               | |
| 財団法人日本文化放送協会 | 東京都新宿区   | JOQR     | 1310kc | 10kW | 1952年3月31日               | 現・文化放送 |
| 神戸放送                 | 兵庫県神戸市   | JOCR     | 1490kc | 1kW  | 1952年4月1日                | 現・ラジオ関西 |
| ラジオ仙台               | 宮城県仙台市   | JOIR     | 1250kc | 3kW  | 1952年5月1日                | 現・東北放送 |
| 北陸文化放送             | 石川県金沢市   | JOMR     | 700kc  | 500W | 1952年5月10日               | 現・北陸放送 |
| 北日本放送               | 富山県富山市   | JOLR     | 620kc  | 500W | 1952年7月1日                | |
| 四国放送                 | 徳島県徳島市   | JOJR     | 610kc  | 500W | 1952年7月1日                | |
| 福井放送                 | 福井県福井市   | JOPR     | 740kc  | 50W  | 1952年7月20日               | |
| 広島放送                 | 広島県広島市   | JOER     | 1260kc | 1kW  | 1952年10月1日               | 現・中国放送 |
| ラジオ西日本             | 福岡県久留米市 | JOGR     | 1120kc | 500W | 開局に至らず1952年1月末失効 | 1954年に九州朝日放送として再免許 。現在の「西日本放送」は香川県にある別の局で無関係。                                                                  |

中部日本放送、新日本放送（中部日本放送と同日正午に本放送開始。現在の毎日放送）の放送開始後、1956年（昭和31年）頃までに、多くのAM放送局が各地に設立され、放送を開始した。
最後の参入は1963年（昭和38年）の栃木放送と茨城放送である。
但し中継局の開局はNHKも含めて、現在も続いている。
中継局は近隣諸国の混信や都市部の難聴取対策としてFM波で開局することがある。FM補完中継局を参照。
同時期の1954年（昭和29年）には、世界で唯一の短波を使用する民間放送局「日本短波放送（略称「NSB」、愛称「ラジオたんぱ」）」（現在の日経ラジオ社、略称「NRBC」、愛称「ラジオNIKKEI」）が放送を開始した。以前はNSB専用ラジオやNSBクリスタルを挿すことで専用ラジオとなる受信機が多数販売され、現在でもパナソニックとソニーがラジオNIKKEI専用通勤ラジオを販売している。
なお、中波放送の周波数間隔は1978年（昭和53年）11月23日にNHKとともに従前の10kHzから9kHzになった。
放送法の全面改正後は地上基幹放送の一種とされる。

##### FM放送
学校法人東海大学が1960年（昭和35年）に開局した超短波放送（FM放送）実用化試験局「FM東海」が嚆矢である。
一般放送事業者による第一号は、NHKが本放送を始めた1969年（昭和44年）に開局した愛知音楽エフエム放送（後にエフエム愛知と改称）であり、翌1970年（昭和45年）4月1日開局の大阪音楽エフエム放送（後にエフエム大阪と改称）が続いた。エフエム東京の放送が始まったのは4月26日であるが、これはFM東海が実用化試験局の免許期間満了による不法無線局状態となった時期があり、これを発端とする一連の騒動を収拾するのに時間がかかったためであった。エフエム東京発足に当たってはその経緯から学校法人東海大学が筆頭株主となって今日に至る。同年7月15日には、福岡エフエム音楽放送（後にエフエム福岡と改称）が民放FM初の中継局でもある北九州局ともども開局し、純粋な私企業による東名阪福の4社5局体制が確立した。
4社の発足に際して郵政省は、特定勢力の影響力が強まることを防ぐため、既存メディアの民放FMへの出資を禁じた。これは「マスメディア集中排除原則」の基になるものであったが、当時はまだ成文化されていなかった 。
郵政省はエフエム福岡の開局後、小出力のAM局をFM局に移行する計画を持っていたため、民放局の新規開設を一時凍結。しかし1980年代に入り、全国に民放局を展開する方針が示され、次々と周波数が割り当てられていった。そして1982年（昭和57年）2月1日、その先陣を切って5局目となるエフエム愛媛が開局。こうしたFM多局化時代に備えるため、先発4社は前年、全国FM放送協議会（JFN）を立ち上げた。以後開局した局も次々とJFNに加盟した。1985年（昭和60年）に入ると、三大都市圏の内部で県域局が誕生し、既存局と放送エリアが半分以上重なる局の存在が注目されるようになる。ネットワーク系列となるか、それとも独立路線を歩むかは、各局が抱える地域事情に左右され、エフエム富士のように、方針が二転三転するケースもあった。1988年（昭和63年）には東京第二民放FMのエフエムジャパン（後に社名も当初略称のJ-WAVEに改称）が開局したことで、JFN以外のネットワークJAPAN FM LEAGUEが1993年（平成5年）に誕生した。
2001年（平成13年）4月1日開局の岐阜エフエム放送（現・エフエム岐阜）を最後に県域局は開局していない。この時点で茨城県、奈良県、和歌山県以外の44都道府県にラジオ単営の県域放送局が開局したことになる（茨城・和歌山の2県は逆に中波民放局しかない）。
民放局が全国に広がるにつれ、地方局における経営危機が大きな問題となってきた。大都市圏を除いては、マスメディア以外の有力資本に乏しいというところが多く、なかなか開局できなかったり、開局しても赤字が続き、しまいには倒産という事例が次第に現実のものとなった。そこで郵政省は方針を転換し、FM局に限らず民放全体におけるマスメディア集中排除原則を成文化する代わりに、その枠内においてFM局にも他のマスメディアが出資できるようにした。成文化 以降に開局した新設局はもちろんのこと、大阪・福岡といった古参局にも新聞資本が入った。
1992年（平成4年）には、一つの市区町村を対象としたコミュニティ放送が制度化され、同年12月24日に第一号のFMいるかが北海道函館市に開局した。1995年（平成7年）の阪神・淡路大震災以後、非常時の情報伝達手段という側面がクローズアップされ、以後全国に開局の動きが加速度的に広がったが、景気の後退で廃業する放送事業者も少なくない。一方、2003年3月31日開局の京都三条ラジオカフェ以来、特定非営利活動法人（NPO）による開局も相次いでいる。
阪神・淡路大震災を契機にしたものでは在日外国人を対象とした外国語放送がある。第一号は1995年開局の関西インターメディアが運営するFM COCOLO（2012年4月1日からはFM802が運営）で、東京圏、九州北部、中京圏の順に複数都府県を放送対象地域とする放送局が相次いで開局。これらの4局も1999年（平成11年）に第3の民放FMネットワークとしてMegaNetを結成した。しかし各社とも厳しい経営が続き、中京圏の愛知国際放送は2010年（平成22年）9月30日を以って閉局。これは民放連加盟社全体でもどこにも引き継がれず閉局となった最初の事例であった。その後、中京圏では愛知国際放送の周波数を事実上引き継いだInterFM NAGOYAが、のち「Radio NEO」と改称するが2020年（令和2年）6月30日に再び閉局した。
放送法の全面改正後は地上基幹放送の一種とされる。

##### BSラジオ
BSアナログ放送では、1991年（平成3年）4月1日にWOWOWと同時に、同チャンネルの独立音声チャンネルを利用した放送を開始した衛星デジタル音楽放送（St.GIGA）が最初の例となった。
2000年（平成12年）12月1日のBSデジタル放送開始時には、ラジオチャンネル23チャンネルが割り当てられ、BSデジタルテレビ系ラジオチャンネルとJFN衛星放送、デジタル放送チャンネルとしての「St.GIGA」が放送を開始した。
しかしSt.GIGAは経営破綻し、事業を受け継いだワイヤービー（Club COSMO）もまた破綻、最後に引き継いだWorld Independent Networks Japan（WINJ）に至っては無音放送が頻発する状況だった。
BSデジタル放送は放送普及基本計画（現・基幹放送普及計画）の見直しでデジタルハイビジョン放送を重点に置くため、ラジオチャンネルは大幅に削減され、音信不通のまま放送が続けられていたWINJも2006年（平成18年）10月31日に放送を停止。1年以上の放送休止を経て委託放送事業者の認定が取り消され、民間放送は全て姿を消した。

##### CSラジオ
CSラジオ（CS-PCM放送）放送は、JC-SAT2を使い、1991年2月19日にPCMジパング、ラジオ・スカイ、サテライトミュージック、ミュージックバード4社（後にミュージックバードに一本化）が逐次放送を開始したのが初めてである。
放送法改正 による規制緩和により、通信衛星（CS）を使った一般個人への放送が可能となったためである。
その後、CSデジタル放送のチャンネルへ移行するが、これについては後述の「CSテレビ」を参照。

#### テレビジョン放送

##### 地上波テレビ
1953年の日本テレビに次いで1955年（昭和30年）4月1日のラジオ東京（現・TBSテレビ）、1956年（昭和31年）12月1日の大阪テレビ放送（現・朝日放送テレビ）並びに中部日本放送（現・CBCテレビ）がNTSC方式によるテレビ放送局を開局した。
1960年頃にかけて、既に中波放送を行っていた事業者の多くがテレビ放送を開始し、北海道、宮城県、関東地方、東海三県、近畿地方、鳥取県、広島県、福岡県にはテレビ単営の民間放送局も新設された。
1960年代後半には、UHFによる送出の研究が進んだ。まず、既存のテレビ局が難視聴対策にUHFを用い、1968年（昭和43年）8月12日の岐阜放送のUHFテレビ放送の開始を皮切りに、民放テレビ局が次々新設された。
その一方で、既存事業者がテレビ放送を兼営するのは1969年4月1日の近畿放送（現・京都放送）が最後となり、以降はUHFテレビ単独の民間放送局として開局することになる。
民放テレビの開局は1999年（平成11年）4月1日に開局したとちぎテレビまで続いた。
2003年からUHFによるデジタル化が開始され、NHK・学園とともに2012年（平成24年）3月31日完了し、VHFでの放送は一旦終了した。
これらは、放送法の全面改正後は地上基幹放送の一種とされる。
後述の#マルチメディア放送の通り、2012年（平成24年）4月より地上基幹放送終了後のVHFを利用したマルチメディア放送が開始されたが、mmbi（NOTTV）以外に参入事業者はなく、2013年（平成25年）に基幹放送局提供事業者のジャパン・モバイルキャスティングは参入条件を緩和し、総務省も基幹放送普及計画を改正 して、移動受信用地上基幹放送でテレビ放送ができるものとした。これにスカパー・エンターテイメント、アニマックスブロードキャスト・ジャパン、AXNジャパン、フジテレビジョン、日本映画衛星放送の5社が応じて認定基幹放送事業者となり、2015年（平成27年）4月より6チャンネル（フジテレビジョンは2チャンネル）の放送を開始したため、VHFによるテレビ放送が復活したこととなる。
しかし、マルチメディア放送NOTTVは事業不振により2016年（平成28年）6月末に終了し、同時に5社の放送も終了して再びVHFでの放送は終了した。

##### BSテレビ
アナログ放送では、1991年4月1日に本放送を開始したWOWOWが第一号。CMの無い有料放送の形態である。
2000年12月1日のBSデジタル放送開始時には、従来の民放テレビの関連会社「BS日テレ」（日本テレビ系）「BS朝日」（テレビ朝日系）「BS-i」（TBS系、現・BS-TBS）「BSジャパン」（テレビ東京系、現・BSテレビ東京）「BSフジ」（フジテレビ系）が放送で、WOWOWと、CS系の「スター・チャンネル」も、コマーシャルのない有料放送の形態を取って参入した。
2007年（平成19年）12月1日には、「BS11デジタル→BS11 イレブン」と「TwellV→BS12 トゥエルビ」の2局が、放送として新規参入。2012年3月17日には「ブロードキャスト・サテライト・ディズニー」が新規参入。放送として「Dlife」(2020年に放送終了)、有料放送として「ディズニー・チャンネル」を開局した。
放送法の全面改正後は衛星基幹放送とされる。

##### CSテレビ
個別契約型のCSアナログテレビジョン放送については、1992年2月4日、「CNN」「スター・チャンネル」「MTV」「スペースシャワーTV」「衛星劇場」「スポーツ・アイ」の6社が認定され、放送を開始した。
現在の主流である多チャンネルのCSデジタル放送のプラットフォーム事業者（有料放送管理事業者に相当）は、1996年（平成8年）10月1日に日本デジタル放送サービス（株）の「パーフェクTV!」（現・スカパーJSAT株式会社の「スカパー!」のパーフェクトサービス）が初めてとなる。プラットフォーム事業者を置いて、放送チャンネルの管理や契約窓口を一本化することで、業務の円滑を図るとともに多チャンネルテレビの幕開けとなった。
1997年（平成9年）には「ディレクTV」もプラットフォーム事業に参入したが、2000年9月30日に事業を廃止。
東経110度CS放送では、2002年（平成14年）3月1日、「プラット・ワン」をプラットフォームとする事業者が放送開始。4月1日、蓄積型放送「イーピー」放送開始（実際の蓄積放送は7月1日開始）。7月1日、「スカイパーフェクTV!2」をプラットフォームとする事業者も放送開始したが、2004年（平成16年）3月限りで「イーピー」は蓄積放送サービスを停止、「プラット・ワン」はスカイパーフェクTV!2と合併、「スカイパーフェクTV!110」（のち2度改称、2008年（平成20年）10月以降の名称は「スカパー!e2」）となった。
放送法の全面改正後は、東経110度CS放送は衛星基幹放送、それ以外は衛星一般放送とされる。

##### エリア放送
エリア放送は2012年4月2日に地上一般放送の一種として制度化 された。地上基幹放送であるテレビ放送のホワイトスペースを利用して狭小な地域にテレビ放送をするものである。
5月1日に4社の10局に予備免許が交付された。第一号の免許は、6月4日に免許された赤坂サカスを業務区域とするTBSテレビで、私企業によるものであり民放第一号といえる。
地上基幹放送と同様に事業者はハードとソフトの一致も分離もできる。
- 一致させる場合は、事業者は地上一般放送局の免許取得と地上一般放送事業者としての届出を要する。
- 分離させる場合は、各々の事業者が地上一般放送局の免許取得と有線一般放送事業者としての届出を要する。

### マルチメディア放送
マルチメディア放送は動画放送をするのでテレビジョン放送の一種に見えるが、放送法施行規則別表第5号第5放送の種類による基幹放送の区分において(4)テレビジョン放送と(5)マルチメディア放送と区別され、電波法施行規則第2条第1項第28号の4の2のマルチメディア放送の定義においても「（前略）テレビジョン放送に該当せず、（後略）」としており、法令上区別されるのでテレビジョン放送と別項にして説明する。
2010年に移動受信用地上放送により実施するものとして制度化された。
地上波テレビがデジタル化した後のVHFを使用して携帯電話端末により受信することを想定しており、制度化当初から衛星放送と同様に事業者はハードとソフトが分離している。放送法の全面改正後は移動受信用地上基幹放送とされた。
VHF-high帯（207.5-222MHz）を利用する全国放送が事業化され、NTTドコモ傘下のジャパン・モバイルキャスティングとmmbiがそれぞれ基幹放送局提供事業者と認定基幹放送事業者になり、mmbiがNOTTVの愛称で2012年4月1日から放送を開始
、2014年11月1日の鳥栖局開局 で、全都道府県の主要部で受信可能にはなった。
しかし、コンテンツは衛星放送のサイマル放送が中心で、蓄積型放送にしてもめぼしいものもなく、NOTTVの独自性が生かせるものは少なかった。参入条件が緩和されてもマルチメディア放送への参入は続かず、NOTTVは赤字が累積し2016年6月末に放送終了した。
VHF-low帯（101.285714MHzまたは105.571429MHz）は、広域放送・県域放送をするものとされ、エフエム東京傘下のVIPが6広域圏と北海道  の基幹放送局提供事業者と、東京マルチメディア放送、北日本マルチメディア放送（東北広域圏と北海道を担当）、中日本マルチメディア放送、大阪マルチメディア放送、中国・四国マルチメディア放送、九州・沖縄マルチメディア放送の6社が認定基幹放送事業者となり実施。
i-dioの愛称で2016年3月1日より東京・大阪・福岡
、
7月1日より名古屋、
2018年（平成30年）5月1日より 宮城、
6月26日より広島、
2019年（平成31年）4月1日より札幌
と全部の放送対象地域で一応の開局を見た。
NOTTVに続きi-dioも赤字が累積したことがエフエム東京の粉飾決算により表面化、エフエム東京はi-dioの事業継続を断念し、2020年3月末に放送終了した。

### ケーブルテレビ
有線一般放送事業者のうち、一定規模以上の有線テレビジョン放送事業者は総務大臣の登録を要する。市町村が設立し「公営ケーブル」などと呼ばれるものも少なくないが、これを含め#民間事業者にあるとおり情報流通行政局の文書ではすべて民間事業者に分類している。これらの事業者は自主放送を行うので、無線による放送事業者に擬して「ケーブルテレビ局」と呼ばれることも多い。「テレビジョン放送事業者」であるがAM放送やFM放送のラジオ放送まで再送信する事業者も珍しくない。有線による放送は「民間放送」なのかというと#民間事業者の議論の繰返しとなるが、「民間事業者」による「放送」であるので記述しておく。

## 世界の民間放送

### アメリカ
アメリカでは、ラジオ放送の時代から最も普及している放送の形態である。
よく知られているのは、CBS、NBC、ABC、FOXの四大テレビネットワークである。